# Cultura Horgen
La cultura Horgen és una de les diverses cultures arqueològiques del Neolític presents a l'actual Suïssa. La cultura Horgen pot derivar de la cultura Pfyn i la ceràmica Horgen primerenca és similar a la ceràmica anterior de la cultura Cortaillod de Twann, Suïssa. Rep el nom d'un dels jaciments principals que definiren aquesta cultura situat a Horgen.

## Cronologia
La cultura Horgen va començar al voltant del 3500/3400 aC i va durar fins al 2850 aC. Les dates obtingudes a través de la dendrocronologia oscil·len entre el 3370 i el 2864 aC.

## Distribució

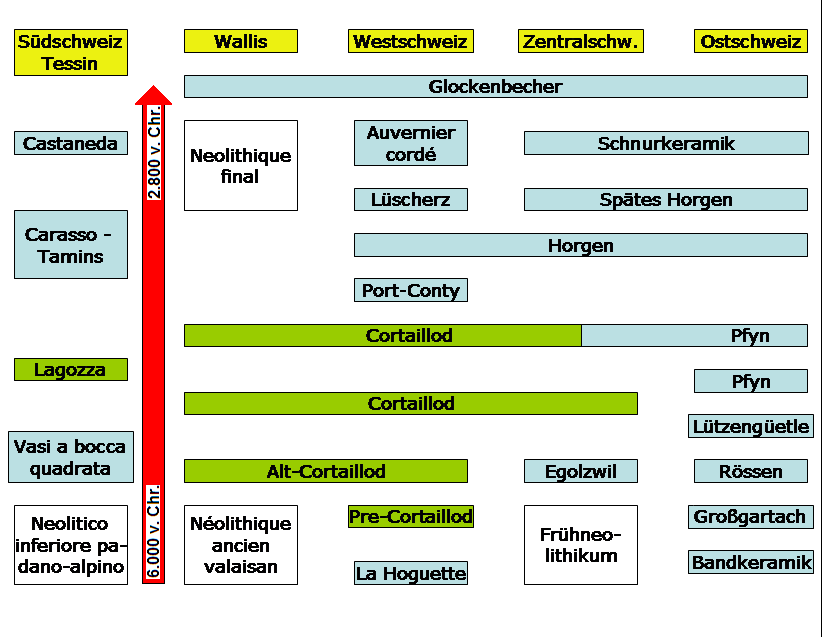
Dates i localitzacions de les cultures suïsses prehistòriques.

L'àrea central de Horgen es troba al nord de Suïssa i al sud-oest d'Alemanya, prop del llac de Constança. Tot i així podria haver arribat més al nord seguint el curs del Rin. La cultura Horgen podria haver tingut vincles amb la cultura francesa de Seine-Oise-Marne. Els jaciments es troben a Horgen, Hauterive-Champréves, Eschenz i Zúric.
A Feldmeilen-Vorderfeld i Meilen, al marge dret del llac de Zúric, s'hi van trobar quatre capes amb restes de la cultura Pfyn (4350-3950 aC calibrats) seguides de cinc capes de la cultura Horgen (3350-2950 aC). A la propera Meilen, s'hi va descobrir una capa de Pfyn (4250-4000 aC) seguida de tres capes de Horgen (3300-2500 aC).

## Característiques

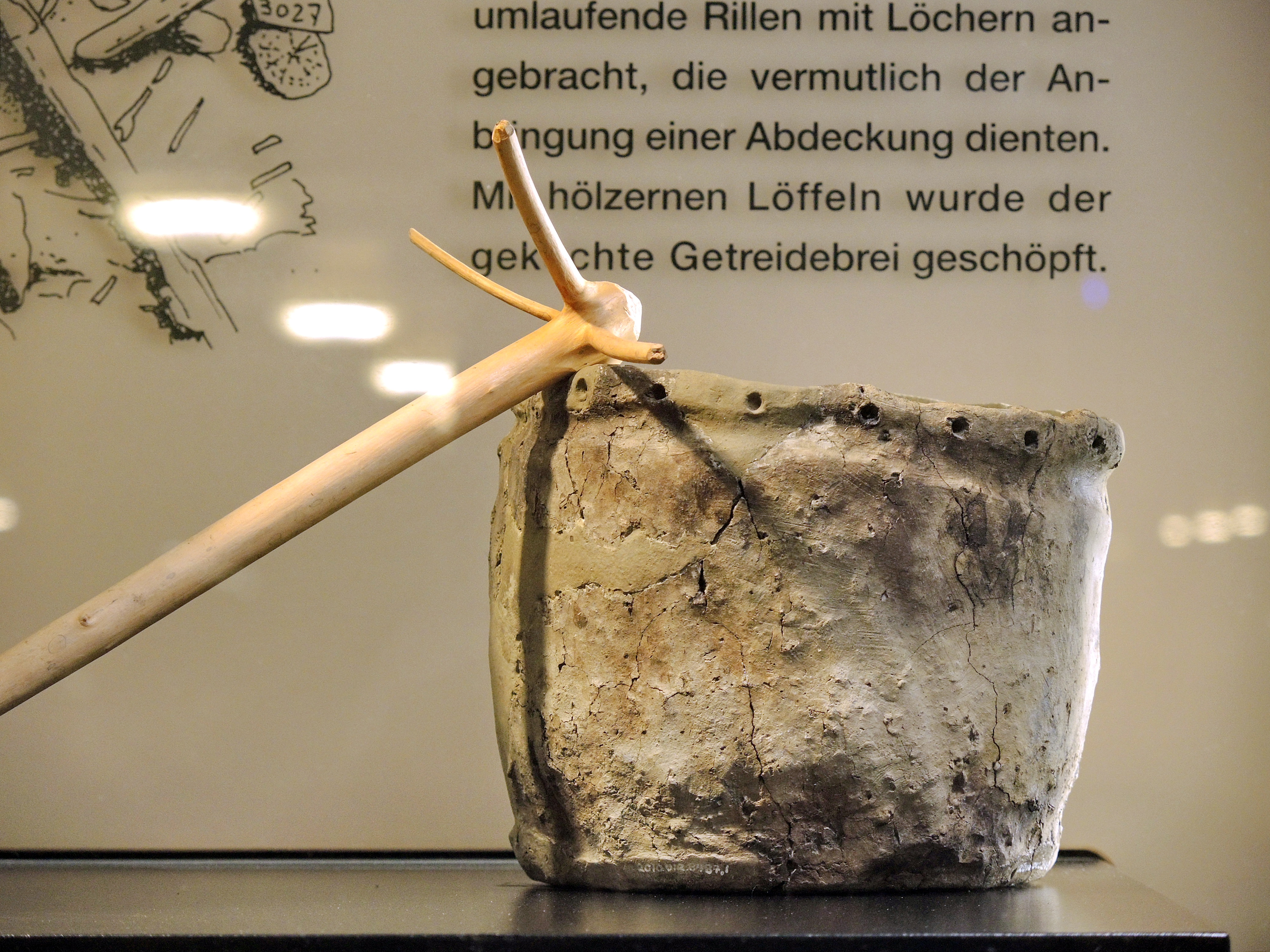
Recipient ceràmic de la cultura Horgen amb solcs circumferencials, que probablement servien per subjectar una coberta.

S'hi han pogut observar tres fases ceràmiques: la primerenca, la mitjana i la tardana. La ceràmica primitiva mostra una afinitat amb la de la Pfyn i potser també amb la de la Cortaillod de Twann. Els verticils del fus de la ceràmica poden indicar connexions amb la cultura de Funnelbeaker del sud i la cultura primerenca de Baden. La fase mitjana pot estar influenciada per tradicions més occidentals. La fase final de Horgen presenta similituds amb les cultures Burgerroth, Wartberg i Goldberg III.

La ceràmica Horgen és en general menys refinada i decorada que l'anterior cultura Cortaillod. Tanmateix, la indústria del sílex estava ben desenvolupada i produïa elegants eines de pedra.

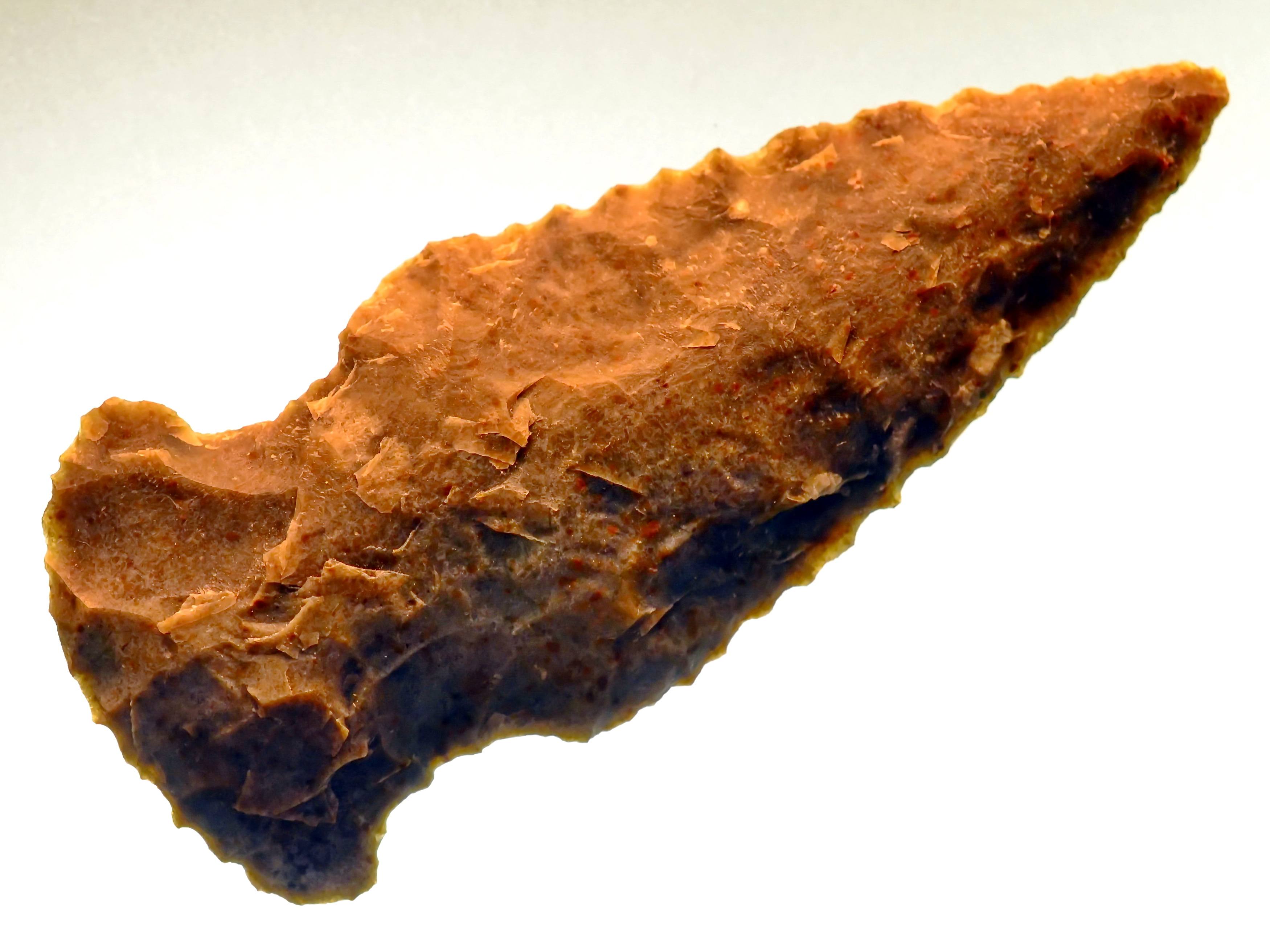
Punta de fletxa de la cultura Horgen.

El consum de porc es va incrementar durant l'era Horgen. Els ossos de porc són els ossos més comuns, presents a les zones d'escombraria de les poblacions. La seva presència representa fins al 70% del total d'ossos trobats.
La cultura Horgen practicava la fosa de coure en una mesura limitada, ja que les troballes de coure són rares i les proves de processament són esporàdiques. Ötzi, l'individu que van trobar congelat als Alps tirolesos el 1991, duia una destral de coure i eines de pedra del tipus Horgen.